# Rivière Bérard
Rivière Bérard är ett vattendrag i Kanada.   Det ligger i provinsen Québec, i den östra delen av landet, 1 500 km norr om huvudstaden Ottawa.
Omgivningarna runt Rivière Bérard är i huvudsak ett öppet busklandskap. Trakten runt Rivière Bérard är nära nog obefolkad, med mindre än två invånare per kvadratkilometer.